# Louis De Geer (1854–1935)
Gerhard Louis De Geer af Finspång, född 27 november 1854 i Kristianstads församling, död 25 februari 1935 i Kviinge församling, Kristianstads län, var en svensk friherre, ämbetsman och politiker (liberal). Han var riksdagsman 1901–1914 (första kammaren) samt Sveriges statsminister 27 oktober 1920–14 februari 1921.
Louis De Geer avsattes av sin egen regering. Regeringsmedlemmarna var starkt kritiska mot regeringschefen för hans passivitet och oförmåga att leda regeringsarbetet. Efter det att ministrarna samfällt skrivit sina avskedsansökningar och bett kung Gustaf V att välja mellan dem och statsministern, avgick De Geer. Louis De Geers statsministerbana slutade efter endast 111 dagar.
Louis De Geer var son till statsministern friherre Louis De Geer och grevinnan Caroline Wachtmeister samt far till riksdagsmannen Arvid De Geer. De Geer gifte sig 1883 med Magdalena Sörensen (1861–1925), dotter till grosshandlaren Niels Sörensen och Magdalena, född Dahl. De fick fem barn.

## Biografi

### Bakgrund
Louis De Geer studerade juridik vid Uppsala universitet från 1873 och blev juris kandidat 1879. Därefter blev han vice häradshövding 1881, amanuens i finansdepartementet 1884 och tillförordnad kanslisekreterare där 1888–1892. Han blev därefter genom tjänstgöring i riksdagsutskott, statliga kommittéer och i finansdepartementet väl insatt i politiska frågor.

### Tidigt 1900-tal
Han var riksdagsledamot i första kammaren för Kristianstads läns valkrets 1901–1914 och landshövding i samma län 1905–1923. Som moderat liberal tillhörde han i första kammarens minoritetsparti 1901–1904 och dess efterföljare Första kammarens moderata parti 1905–1911, men övergick till Liberala samlingspartiet vid bildandet av dess förstakammargrupp 1912. I unionsfrågan reagerade han bestämt mot alla planer på att upprätthålla unionen mot norrmännens vilja. I rösträttsfrågan anslöt han sig till den liberala partilinjen och kravet på majoritetsval, men var en tydlig försvarsvän, till skillnad från partiledaren Karl Staaff. Denna hållning gjorde att han var påtänkt som statsminister både vid Norges självständighetsförklaring 1905 och efter borggårdskrisen i februari 1914 då Staaff avgick. Så blev det inte och han blev inte heller återvald till riksdagen i höstvalet 1914 eftersom han lämnat partiet och under urtima riksmötet 1914 betecknade sig som frisinnad vilde.
Under de närmast följande åren var han bland annat ordförande i kommittén för arbetstidens begränsning, som lade grunden till åttatimmarsdagen 1918 och hade därigenom stärkt banden till socialdemokratin, samt var ordförande i svenska föreningen Norden 1919–1924.

### Statsminister
När Hjalmar Branting förberedde sig för att avgå som statsminister efter valförlusten 1920 manövrerade han för att blockera en högerregering med Ernst Trygger, vilket av taktiska skäl även låg i Arvid Lindmans intresse. Första kammarens talman Hugo Hamilton och den avgående utrikesministern Erik Palmstierna, vilka hade goda kontakter med Gustaf V, kom att få ett avgörande inflytande över vem som skulle bli regeringsbildare. Kungen övertalades av dessa att inte konsultera partiledarna och inte uppdra åt någon av dem att pröva förutsättningarna för en partipolitisk regering. Den liberale ledaren Nils Edén hölls ovetande om samtalen. I parlamentarismens första kris var det ironiskt nog högerledarna som krävde att dess principer efterföljdes och socialdemokraterna som aktivt motverkade detta. Liberalerna anklagade socialdemokraterna för att ha svikit parlamentarismen.
På inrådan av Hamilton och Palmstierna kallade kungen i oktober 1920 godsägaren och landshövdingen De Geer till statsminister i en ämbetsmannaministär som bestod av liberala och måttfullt konservativa ministrar. Deras uppdrag sträckte sig intill nästa års riksdagsval, det första med allmän rösträtt. I det tidiga 1900-talet var Louis De Geer mycket av det som en politiker skulle vara – förmögen, av fin familj och hög ämbetsman i staten. Hans far hade genomfört representationsreformen 1865, nu skulle han överlämna regeringsmakten till partierna efter det första riksdagsvalet med allmän och lika rösträtt.
De Geer hade dock en tillbakadragen och föga handlingskraftig karaktär. Därtill kände sig varken höger eller vänster bundna att stötta hans regering – tvärtom. Båda ville kunna utmåla regeringen som fiende inför kommande valrörelse. Bland annat av dessa orsaker kom regeringen att lida flerfaldiga nederlag i riksdagen. Redan vid ministärens första kontakt med riksdagen uppstod motstånd. Regeringen ville höja försvarsanslaget, men förslaget röstades ned efter en svag insats av De Geer i andra kammarens remissdebatt. De Geer kritiserades för en uppgiven inställning, vilken kom att demoralisera övriga ministrar och försvarsminister Carl Gustaf Hammarskjöld kände sig sviken och hotade med att avgå. När finansminister Henric Tamm senare föreslog en kraftigt höjd kaffetull, från 10 öre/kg till 70 öre/kg, något som socialdemokraterna redan förberett i kanslihuset innan de avgick, drog en häftig proteststorm över landet.
Inför omröstningen i riksdagen hade De Geer bestämt sig för att vädja till de båda kamrarna att gå på regeringens linje. På grund av ett fatalt slarv kom De Geer att missa tillfället att tala i första kammaren. Då han förberedde sitt tal inför andra kammaren nåddes han av beskedet att man i första kammaren redan hade gått till omröstning. Kaffetullen hade fallit med knapp marginal, 59 röster mot 56. Ett vädjande från statsministern hade kunnat vara avgörande för utgången och regeringsmedlemmarna var starkt kritiska mot regeringschefen. Man menade att han visade en passivitet och oföretagsamhet som gränsade till tjänstefel. Då hela frågan därmed var avgjord blev förlusten i andra kammaren förmodligen större än vad den annars skulle ha blivit.

### Avgång och senare år
Tamm hade tidigt ställt kabinettsfråga och avgick. Såväl höger som vänster röstade mot tullen i riksdagen. Tre dagar senare den 14 februari 1921 följdes Tamm, till allmänhetens förvåning, av statsminister De Geer. Bakom kulisserna hade resten av regeringen gjort myteri mot sin chef för hans oförmåga att leda regeringen. De hade samfällt skrivit sina avskedsansökningar och bett kungen välja mellan dem och statsministern. De Geers statsministerbana hade slutat efter endast 111 dagar.
De Geer blev utnämnd till riddare av Nordstjärneorden 1903, kommendör av första klassen 30 november 1907 och slutligen kommendör med stora korset av Nordstjärneorden 5 juni 1915. Han blev ledamot av Lantbruksakademien 1913.
Bland de Geers skrifter märks Politiska hågkomster 1901–1921 (1926), Strödda minnen (1926) samt Ur Louis De Geers brevsamling (1929), en utgåva av ett urval av faderns brev.